# Салморехо
Салморехо (шп. salmorejo) је хладна крем чорба типична за кордопски крај која се прави од зрелог парадајза, белог лука, старог хлеба и маслиновог уља, сирћета и соли, и по жељи се такође може додати и зелена паприка. Густина салмореха је слична пиреу или сосу, за разлику од гаспача, који је течан, и обично се служи са ситно исецканим куваним беланцетом, пршутом и пар капи маслиновог уља.

## Разлике са гаспачом
Основна разлика између салмореха и гаспача је у текстури. Салморехо је гушћи, са текстуром сличном мајонезу, јер обично има више хлеба и изнад свега, маслиновог уља, које му даје ту текстуру сличну мајонезу. Такође, разлика је и у састојцима који се користе - салморехо не садржи краставац, а у неким зонама југа Шпаније не ставља се ни паприка.

## Припрема
Бира се сочан и мекан црвени парадајз. Исече се на крупне парчиће, а по жељи можете пре тога да се ољушти. Додају се 5-6 ченова белог лука исечених на крупни и зачини по укусу.
Сипа се млаз маслиновог уља и помоћу миксера или ручног миксера састојци се мељу у густу смесу. АКо је неопхдно може да се дода мало воде. Смеса од парадајза се провуче кроз цедиљку или крупну цедиљку да се одстрани семе.
Неклико кришки хлеба се натопи у води, а кад омекшају исцеде се добро и додају у супу.
Поново се мути миксером, да се добро помешају састојци и ставља се у фрижидер.
Супа се обавезно сервира охлађена, по жељи посута крутонима, исеченим на коцке куваним јајима, шунком или кобасицом по избору, као и обавезним млазом маслиновог уља.
- Састојци и прибор
- Исечено поврће
- Пасирање